# Gerard van Krevelen
Gerrit Johannes (Gerard) van Krevelen (Amsterdam, 9 juli 1909 - Hilversum, 12 september 1980) was een Nederlands pianist, arrangeur en orkestleider.

## Biografie
Hij was zoon van magazijnknecht Gerrit Johannes van Krevelen en Hendrika Schoterman, wonende aan de Beukenweg. Hijzelf was getrouwd met Thea Aaldijk. 
Gerard van Krevelen ging al op jonge leeftijd piano studeren aan het Koninklijk Conservatorium in Den Haag en was enige tijd verbonden aan de "Fritz Hirsch-operette". Na verloop van tijd ging hij zich steeds meer op cabaret en lichte muziek richten. Hij was lange tijd begeleider van Mieke Telkamp, Lia Dorana, Conny Stuart en het trio The Swinging Nightingales en trad op met grote buitenlandse artiesten, waaronder Édith Piaf. 
Van Krevelen was vanaf 1934 regelmatig te horen voor de radio met het door hem opgerichte kwintet "The Song Singers". Van 1938 tot 1974 was hij vast verbonden aan de AVRO als pianist en leider van diverse ensembles. Van Krevelen had de leiding over o.a. het A.V.R.O.-Theaterorkest, "The Romancers", "Divertimento", "De Ethergeuzen" en het "Ensemble Gerard van Krevelen".
In 1937 richtte hij het A.V.R.O-ensemble The Romancers op. In 1939 trad Conny Stuart toe als zangeres van Franse chansons. De laatste uitzending in 1974 werd gepresenteerd door oud A.V.R.O.-omroeper Guus Weitzel. Van Krevelen was ook jaren orkestleider van De Zaaiers. Als pianist werkte hij mee aan het A.V.R.O.-programma "Hersengymnastiek". Hij, als arrangeur, en zijn orkest begeleidden Herman Emmink bij zijn hit Tulpen uit Amsterdam.
Van Krevelen nam in 1953 deel aan de Internationale Dirigentencursus. Hij was 18 jaar voorzitter van Conamus en werd bij zijn aftreden in 1979 onderscheiden met de Gouden Harp. 